# Asplenium trichomaniforme
Asplenium trichomaniforme är en svartbräkenväxtart. Asplenium trichomaniforme ingår i släktet Asplenium och familjen Aspleniaceae.

## Underarter
Arten delas in i följande underarter:
- A. t. calcicolum
- A. t. praetermissum
- A. t. trichomaniforme

## Bildgalleri

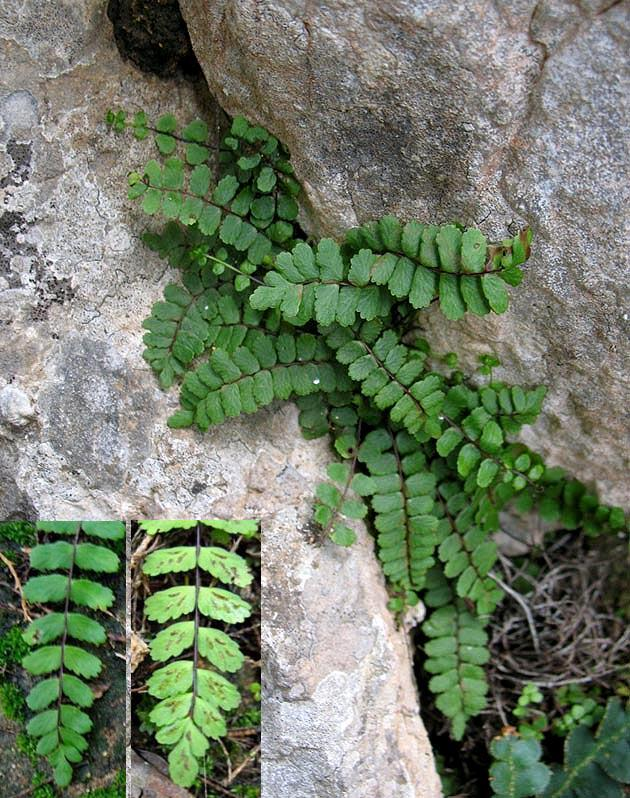
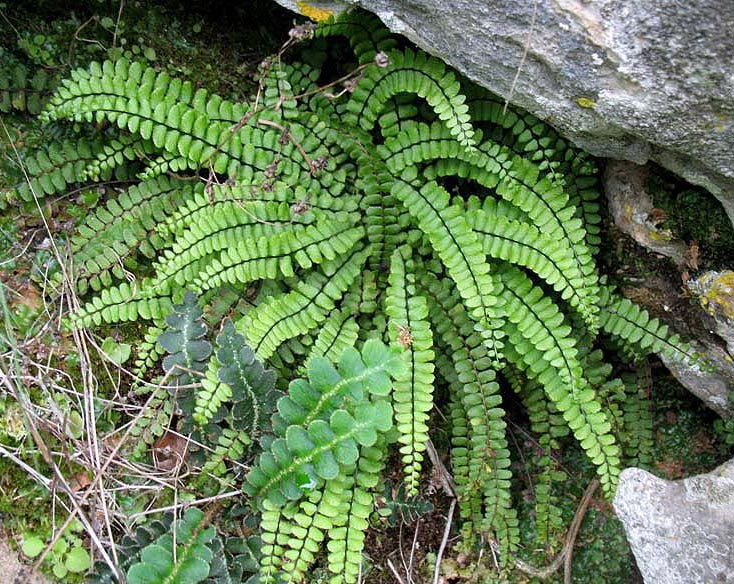